# Vox Populi (film, 1923)
Pour plus de détails, voir Fiche technique et Distribution.
Vox Populi (Johan Ulfstjerna) est un film muet suédois réalisé par John W. Brunius, sorti en 1923.

## Synopsis
Le film a pour cadre la lutte des Finlandais pour leur indépendance vis à vis de la Russie impériale.

## Fiche technique
- Titre : Vox Populi
- Titre original : Johan Ulfstjerna
- Réalisation : John W. Brunius
- Scénario : Carlo Keil-Möller d'après la pièce de théâtre de Tor Hedberg
- Photographie : Hugo Edlund
- Société de production : Svensk Filmindustri (SF)
- Pays d’origine :  Suède
- Langue originale : suédois
- Format : noir et blanc — 35 mm — 1,33:1 — son Mono
- Date de sortie : 
  -  Suède : 3 décembre 1923

## Distribution
- Ivan Hedqvist
- Anna Olin
- Einar Hanson
- Mary Johnson
- John Ekman
- Rudolf Wendbladh
- Albion Örtengren
- Ernst Brunman
- Anton De Verdier
- Bengt Djurberg
- Olle Hilding
- Gösta Hillberg
- Torsten Hillberg